# Ladislav Fouček
Ladislav Fouček (Praga, 10 de desembre de 1930 - Múnic, 12 de maig de 1974) va ser un ciclista txecoslovac, d'origen txec, que es dedicà principalment a la pista i que va córrer durant els anys 50 del segle xx.
Durant la seva carrera esportiva va prendre part en dos Jocs Olímpics d'Estiu. El 1952, a Hèlsinki, va prendre part en la prova del quilòmetre contrarellotge, finalitzant en dotzena posició. El 1956, a Melbourne, va disputar tres proves, aconseguint dues medalles de plata: en el quilòmetre contrarellotge, per darrere Leandro Faggin; i en tàndem, amb Václav Machek com a parella, per darrere de la parella australiana. En la prova de velocitat individual quedà eliminat en quarts de final.